# SV Sparkassenversicherung Holding
Die SV Sparkassenversicherung Holding Aktiengesellschaft bündelt das Versicherungsangebot der Sparkassen aus Baden-Württemberg, Hessen, Thüringen sowie Teilen von Rheinland-Pfalz. Sitz der Holding ist Stuttgart, weitere Standorte sind Erfurt, Karlsruhe, Kassel, Mannheim und Wiesbaden.

## Konzernstruktur

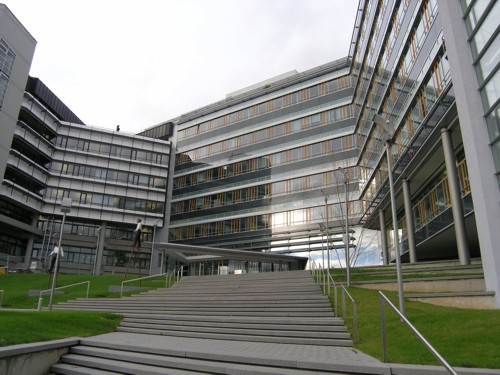
Hauptsitz der SV am Löwentor in Stuttgart

Eigentümer der SV Sparkassenversicherung Holding sind eine Beteiligungsgesellschaft, bestehend aus dem Sparkassenverband Baden-Württemberg und den Sparkassen in Baden-Württemberg mit 63,3 %, dem Sparkassen- und Giroverband Hessen-Thüringen mit 33 % und dem Sparkassenverband Rheinland-Pfalz mit 3,7 %. Der Konzern hält jeweils 99,9 % der Anteile der SV Sparkassenversicherung Lebensversicherung AG und der SV Sparkassenversicherung Gebäudeversicherung AG sowie jeweils 100 % der Anteile an SV Rückversicherung S.A., SV SparkassenVersicherung Pensionsfonds AG und SV Informatik GmbH.

## Geschichte
Die Unternehmensgeschichte umfasst mehr als 250 Jahre; ihre älteste Wurzel, die Badische Gebäudeversicherungsanstalt (Brand-Assecurations-Societät), wurde im Jahr 1758 durch den damaligen Markgrafen Karl Friedrich von Baden in Karlsruhe gegründet. 15 Jahre später wurde die Allgemeine Brand-Schadens-Versicherungs-Anstalt durch Herzog Carl Eugen von Württemberg in Ludwigsburg ins Leben gerufen. Ähnlich wie in Baden-Württemberg reichen auch in Hessen und Nassau die historischen Wurzeln tief zurück bis zur Hessischen Brandversicherungsanstalt Kassel (1767), der Hessischen Brandversicherungskammer Darmstadt (1777) und der Nassauischen Brandversicherungsanstalt Wiesbaden (1806). Neben ihren Aufgaben als Versicherer förderten sie die Entwicklung des Feuerwehrwesens in ihren Gebieten durch Zuschüsse bei Feuerwehrgeräte-Anschaffungen und Zahlung von Löschprämien nach Bränden.
Entscheidend für die Entwicklung des heutigen Konzerns war die Abschaffung der Monopol- und Pflichtversicherung im Zuge der Liberalisierung des Versicherungsmarktes im Jahr 1994. Damit mussten die im Länderbesitz befindlichen Gebäudeversicherungsanstalten privatisiert werden. Sowohl in Baden-Württemberg als auch in Hessen wurden die Gebäudeversicherungsanstalten in mehreren Stufen miteinander verschmolzen und an die jeweiligen Sparkassenversicherer verkauft. Die Geschichte der Schadens-, Unfall- und Lebensversicherung der Sparkassenversicherer reicht dabei zurück bis zum Anfang des 20. Jahrhunderts. Auch dort gab es zunächst regionale Zersplitterung. Ende der 1990er Jahre wurde die Konsolidierung vorangetrieben, sodass es im Jahr 2000 sowohl in Baden-Württemberg als auch in Hessen und Thüringen nur noch je einen Sparkassenversicherer gab. Im Jahr 2004 fusionierten diese zur heutigen SV Sparkassenversicherung Holding Aktiengesellschaft.